# Коста-Верде
Коста-Верде, или «зеленый берег» — регион на севере Испании, включающий в себя прибрежные населённые пункты провинции Астурия. Береговая линия Астурии известна своими чудесными горными пейзажами и обильной растительностью. Протяженность Коста-Верде — 200 км.

## Климат
Климат на Коста-Верде существенно отличается от климата в более южных регионах. Однако благодаря влиянию теплого ветра сурада дневная температура летом может достигать +28 °C. Горы защищают жителей и гостей побережья от резких перепадов температур.

## Пляжи
Хотя самым жарким месяцем в году тут считается август, купальный сезон начинается уже в июне. Многие туристы приезжают сюда не только ради пляжного отдыха и осмотра достопримечательностей, но и для занятий серфингом, дайвингом и другими водными видами спорта.

## Города
Столица Астурии Овьедо. Примерно в 30-40 км от него, на самой береговой линии, находятся города Хихон и Авилес. Вниманием туристов не обделены даже небольшие городки на Коста-Верде, такие как Рибадеселья, Вильявисьоса, Льянес или Кудильеро.

## Популярные достопримечательности
- римские бани в Хиконе,
- парк Исабель в Хиконе,
- центральная башня в Рабочем университете в Хиконе,
- церковь Sabudo в Авилесе,
- собор святого Сальвадора в Овьедо.